# پژمان نوری
پژمان نوری رودسری (زادهٔ ۲۲ تیر ۱۳۵۹)  ورزشکار و بازیکن سابق فوتبال اهل ایران است که در حال حاضر به عنوان مدیر ورزشی و مدیر عامل ملوان گیلان فعالیت می‌کند. 
وی در دوران بازی خود برای تیم‌های شهرداری رضوانشهر، ملوان بندر انزلی، پگاه گیلان، پرسپولیس تهران، الامارات امارات، استقلال تهران و خونه به خونه بابل بازی کرده‌است.
نوری در بیست و یکم فروردین ۱۳۹۸ در تیم ملوان، همان تیم خاستگاهش از دنیای فوتبال خداحافظی کرد.

## افتخارات
داخلی
لیگ برتر
- قهرمانی:
  - ۸۷–۱۳۸۶ با پرسپولیس تهران
  - ۱۳۹۱-۹۲ با استقلال تهران

جام حذفی:
- نائب قهرمانی:
  - ۸۵–۱۳۸۴ با پرسپولیس[۲۴]
  - ۹۰–۱۳۸۹ با ملوان[۲۵]

قاره‌ای
لیگ قهرمانان آسیا
- نیمه نهایی:
  - ۲۰۱۳ با استقلال
- مالک:

° صعود به لیگ برتر فوتبال ایران با ملوان بندرانزلی
قهرمان لیگ آزادگان سال ۱۴۰۱